# 큰판장기대회
의병 큰판장기대회는 임란 의병창의 423주년을 맞아 개최된 제 43회 의병제전에서 부활한 전통 행사이다.
이 행사는 전국 최초로 대형 장기판 위에서 사람이 직접 장기말이 되어 지휘소의 명령을 받아 장기를 두는 방식으로 진행되며, 의령 군민이 읍·면 별로 출전하여 장기판 1개소에 참여해 토너먼트로 경기가 진행된다.

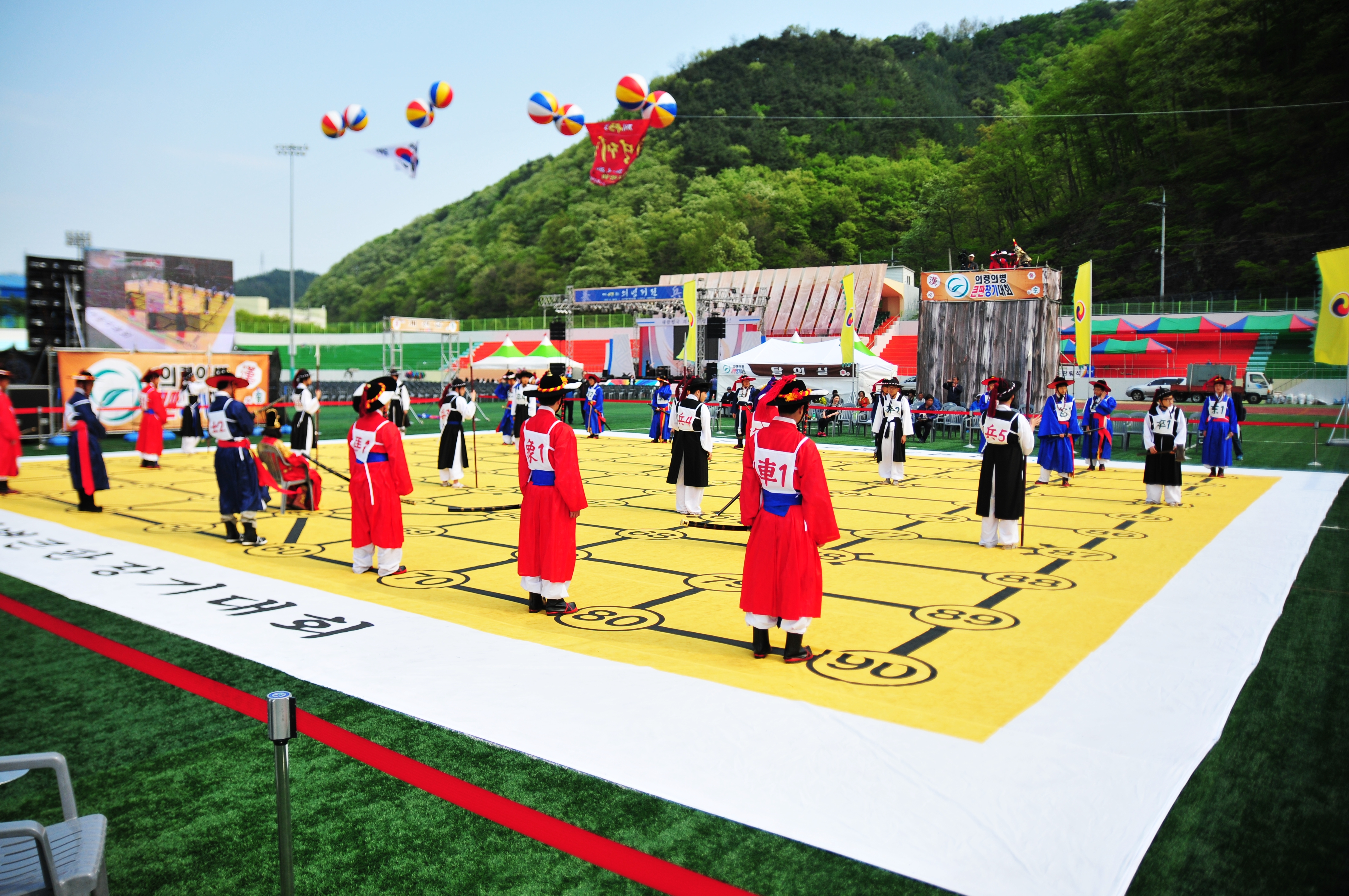
큰판장기대회1

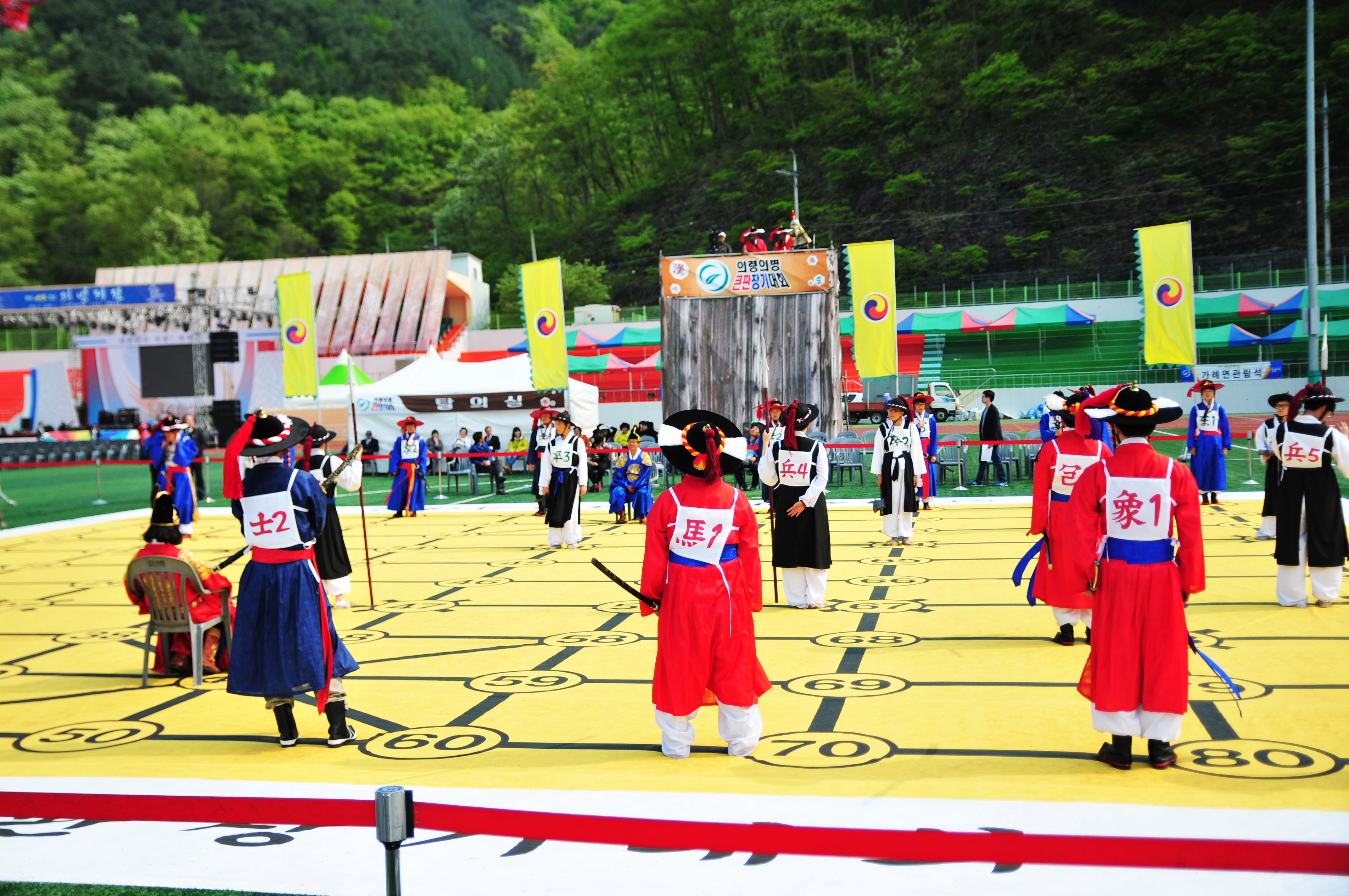
큰판장기대회2